# Hong Seung-ki
Hong Seung-ki (kor. 홍승기; * 4. Oktober 1984) ist ein südkoreanischer Badmintonspieler. 

## Karriere
Hong Seung-ki siegte 2003 im Herreneinzel bei den Canadian Open, wobei er im Finale gegen Andrew South aus England erfolgreich war. Erst sieben Jahre später konnte er seinen nächsten größeren internationalen Erfolg feiern, als er die Singapur International gewinnen konnte.

## Sportliche Erfolge
| Saison | Veranstaltung          | Disziplin    | Platz | Name          |
| ------ | ---------------------- | ------------ | ----- | ------------- |
| 2003   | Canadian Open          | Herreneinzel | 1     | Hong Seung-ki |
| 2010   | Singapur International | Herreneinzel | 1     | Hong Seung-ki |

## Referenzen
- Hong Seung-ki beim Badminton-Weltverband

| Personendaten    | Personendaten                    |
| ---------------- | -------------------------------- |
| NAME             | Hong, Seung-ki                   |
| ALTERNATIVNAMEN  | 홍승기                           |
| KURZBESCHREIBUNG | südkoreanischer Badmintonspieler |
| GEBURTSDATUM     | 4. Oktober 1984                  |